# Europees sporter van het jaar
Sinds 1983 verkiest de Association Internationale de la Presse Sportive (AIPS) een Europees sportman en sportvrouw van het jaar. In 2003 is de verkiezing van Europees sportman van het jaar vernoemd naar de voormalig voorzitter van zowel de AIPS als de Europe sectie van de AIPS, Frank Taylor. De prijs voor beste vrouwelijke sporter van het jaar is vernoemd naar Evgen Bergant, voormalig bestuurslid van de AIPS. 
De AIPS is een wereldwijde sportpersorganisatie. De vereniging werd in 1924 naar aanleiding van de Olympische Spelen in Parijs opgericht. DE AIPS fungeert als koepelorganisatie van nationale sportpersorganisaties. In 1977 werd de Europese sectie van AIPS opgericht. Zowel het Nederlandse Sport Pers (NSP) als het Belgische Sportspress maken onderdeel van de AIPS. 

## Frank Taylor Trofee
| Jaar | Land                         | Winnaar                   | Discipline |
| ---- | ---------------------------- | ------------------------- | ---------- |
| 1983 | Vlag van Duitsland           | Michael Groß              | zwemmen    |
| 1984 | Vlag van Frankrijk           | Michel Platini            | voetbal    |
| 1985 | Vlag van Sovjet-Unie         | Serhij Boebka             | atletiek   |
| 1986 | Vlag van Duitsland           | Boris Becker              | tennis     |
| 1987 | Vlag van Ierland             | Stephen Roche             | wielrennen |
| 1988 | Vlag van Sovjet-Unie         | Serhij Boebka             | atletiek   |
| 1989 | Vlag van Duitsland           | Boris Becker              | tennis     |
| 1990 | Vlag van Duitsland           | Lothar Matthaeus          | voetbal    |
| 1991 | Vlag van Sovjet-Unie         | Serhij Boebka             | atletiek   |
| 1992 | Vlag van Wit-Rusland         | Vitali Tsjerbo            | turnen     |
| 1993 | Vlag van Verenigd Koninkrijk | Linford Christie          | atletiek   |
| 1994 | Vlag van Duitsland           | Michael Schumacher        | autosport  |
| 1995 | Vlag van Verenigd Koninkrijk | Jonathan Edwards          | atletiek   |
| 1996 | Vlag van Rusland             | Aleksandr Popov           | zwemmen    |
| 1997 | Vlag van Denemarken          | Wilson Kipketer           | atletiek   |
| 1998 | Vlag van Noorwegen           | Bjørn Dæhlie              | langlaufen |
| 1999 | Vlag van Tsjechië            | Tomáš Dvořák              | atletiek   |
| 2000 | Vlag van Nederland           | Pieter van den Hoogenband | zwemmen    |
| 2001 | Vlag van Duitsland           | Michael Schumacher        | autosport  |
| 2002 | Vlag van Duitsland           | Michael Schumacher        | autosport  |
| 2003 | Vlag van Duitsland           | Michael Schumacher        | autosport  |
| 2004 | Vlag van Zwitserland         | Roger Federer             | tennis     |
| 2005 | Vlag van Zwitserland         | Roger Federer             | tennis     |
| 2006 | Vlag van Zwitserland         | Roger Federer             | tennis     |
| 2007 | Vlag van Zwitserland         | Roger Federer             | tennis     |
| 2008 | Vlag van Spanje              | Rafael Nadal              | tennis     |
| 2009 | Vlag van Zwitserland         | Roger Federer             | tennis     |
| 2010 | Vlag van Duitsland           | Sebastian Vettel          | autosport  |
| 2011 | Vlag van Servië              | Novak Đoković             | tennis     |
| 2012 | Vlag van Servië              | Novak Đoković             | tennis     |
| 2013 | Vlag van Verenigd Koninkrijk | Mo Farah                  | atletiek   |
| 2014 | Vlag van Duitsland           | Manuel Neuer              | voetbal    |
| 2015 | Vlag van Servië              | Novak Đoković             | tennis     |
| 2016 | Vlag van Portugal            | Cristiano Ronaldo         | voetbal    |
| 2017 | Vlag van Portugal            | Cristiano Ronaldo         | voetbal    |
| 2018 | Vlag van Kroatië             | Luka Modrić               | voetbal    |
| 2019 | Vlag van Spanje              | Rafael Nadal              | tennis     |
| 2020 | Vlag van Polen               | Robert Lewandowski        | voetbal    |
| 2021 | Vlag van Polen               | Robert Lewandowski        | voetbal    |
| 2022 | Vlag van Zweden              | Armand Duplantis          | atletiek   |
| 2023 | Vlag van Servië              | Novak Djokovic            | tennis     |
| 2024 | Vlag van Zweden              | Armand Duplantis          | atletiek   |

## Evgen Bergant Trofee
| Jaar | Land                                    | Winnaar                 | Discipline  |
| ---- | --------------------------------------- | ----------------------- | ----------- |
| 1983 | Vlag van Tsjecho-Slowakije              | Jarmila Kratochvilova   | atletiek    |
| 1984 | Vlag van Finland                        | Marja-Liisa Kirvesniemi | langlaufen  |
| 1985 | Vlag van Duitse Democratische Republiek | Marita Koch             | atletiek    |
| 1986 | Vlag van Duitse Democratische Republiek | Heike Drechsler         | atletiek    |
| 1987 | Vlag van Duitsland                      | Steffi Graf             | tennis      |
| 1988 | Vlag van Duitse Democratische Republiek | Kristin Otto            | zwemmen     |
| 1989 | Vlag van Duitsland                      | Steffi Graf             | tennis      |
| 1990 | Vlag van Duitsland                      | Katrin Krabbe           | atletiek    |
| 1991 | Vlag van Joegoslavië                    | Monica Seles            | tennis      |
| 1992 | Vlag van Hongarije                      | Krisztina Egerszegi     | zwemmen     |
| 1993 | Vlag van Duitsland                      | Franziska van Almsick   | zwemmen     |
| 1994 | Vlag van Italië                         | Manuela Di Centa        | langlaufen  |
| 1995 | Vlag van Duitsland                      | Steffi Graf             | tennis      |
| 1996 | Vlag van Rusland                        | Svetlana Masterkova     | atletiek    |
| 1997 | Vlag van Zwitserland                    | Martina Hingis          | tennis      |
| 1998 | Vlag van Rusland                        | Larisa Lazoetina        | langlaufen  |
| 1999 | Vlag van Roemenië                       | Gabriela Szabó          | atletiek    |
| 2000 | Vlag van Nederland                      | Inge de Bruijn          | zwemmen     |
| 2001 | Vlag van Rusland                        | Svetlana Khorkina       | zwemmen     |
| 2002 | Vlag van België                         | Justine Henin           | tennis      |
| 2003 | Vlag van België                         | Justine Henin           | tennis      |
| 2004 | Vlag van Verenigd Koninkrijk            | Kelly Holmes            | atletiek    |
| 2005 | Vlag van Rusland                        | Jelena Isinbajeva       | atletiek    |
| 2006 | Vlag van België                         | Justine Henin           | tennis      |
| 2007 | Vlag van België                         | Justine Henin           | tennis      |
| 2008 | Vlag van Rusland                        | Jelena Isinbajeva       | atletiek    |
| 2009 | Vlag van Kroatië                        | Blanka Vlašić           | atletiek    |
| 2010 | Vlag van Kroatië                        | Blanka Vlašić           | atletiek    |
| 2011 | Vlag van Italië                         | Federica Pellegrini     | zwemmen     |
| 2012 | Vlag van Verenigd Koninkrijk            | Jessica Ennis           | atletiek    |
| 2013 | Vlag van Rusland                        | Jelena Isinbajeva       | atletiek    |
| 2014 | Vlag van Wit-Rusland                    | Darja Domratsjeva       | biathlon    |
| 2015 | Vlag van Nederland                      | Dafne Schippers         | atletiek    |
| 2016 | Vlag van Hongarije                      | Katinka Hosszu          | zwemmen     |
| 2017 | Vlag van Hongarije                      | Katinka Hosszu          | zwemmen     |
| 2018 | Vlag van Tsjechië                       | Ester Ledecka           | snowboarden |
| 2019 | Vlag van Hongarije                      | Katinka Hosszu          | zwemmen     |
| 2020 | Vlag van Polen                          | Iga Swiatek             | tennis      |
| 2021 | Vlag van Spanje                         | Alexia Putellas         | voetbal     |
| 2022 | Vlag van Spanje                         | Alexia Putellas         | voetbal     |
| 2023 | Vlag van Spanje                         | Aitana Bonmatí          | voetbal     |
| 2024 | Vlag van Spanje                         | Aitana Bonmatí          | voetbal     |